# Mansa varicornis
Mansa varicornis là một loài tò vò trong họ Ichneumonidae.